# Rubin Israelsson
Rubin Israelsson, född 7 maj 1920 i Bjurträsk i Lycksele, Västerbotten, död 17 juni 1982 i Örnsköldsvik, var en svensk missionär och biskop.

## Biografi
Efter studier på Johannelunds teologiska institut 1947-1952 prästvigdes Rubin Israelsson i Uppsala domkyrka för tjänstgöring på missionsfältet. Samma år gifte han sig med Ingrid Svensson från Nordsjö, Anundsjö. År 1952 sändes paret av EFS till Indien för missionärstjänst inom Evangelisk-Lutherska kyrkan i Madhya Pradesh där hustrun arbetade som sjuksköterska och ansvarade för pojkhemmet i Chhindwara. Israelsson verkade som kyrkans president från 1963 och vigdes till kyrkans första biskop 1969 av biskop Carl Gustav Diehl från Evangelisk-Lutherska tamilkyrkan, en tjänst han innehade fram till 1979 då han efterträddes av Newton Roberts. Från 1980 verkade Israelsson som Missionssekreterare för EFS fram till sin död 1982.